# Marco Emilio Lépido Porcina
Marco Emilio Lépido Porcina (en latín, Marcus Aemilius M. f. M. n. Lepidus Porcina) era un político y militar romano que alcanzó el consulado en 137 a. C.

## Hispania
Como cónsul el Senado le envió a Hispania en calidad de sucesor de su compañero Mancino, derrotado por los numantinos. En un primer momento - a la espera de que vinieran más tropas - no estaba en condiciones de combatir a los numantinos, por lo que decidió luchar contra los vacceos, bajo la acusación de haber ayudado a los numantinos.
Cuando conoció esta resolución, el Senado envió numerosos representantes con la orden de hacer desistir al procónsul, ya que temían caer derrotados de nuevo. No obstante, cuando estos hombres alcanzaron a Lépido este había iniciado el ataque y contaba con el asesoramiento de su pariente Bruto Galaico, veterano comandante y gobernador de Hispania Ulterior.
En 136 a. C. ambos comandantes ordenaron arrasar los campos para poder concentrar el ataque en la capital - Palantia (Palencia) - pero la escasez de suministros les hizo levantar el sitio; de esta situación se aprovecharían los vacceos para diezmar seriamente las filas romanas durante su retirada. Cuando la noticia de esta nueva derrota alcanzó la capital el Senado privó a Lépido de su mando proconsular y le impuso una cuantiosa multa.

## Hechos Posteriores
En 125 a. C. le nombraron augur; ese mismo año los censores Cneo Servilio Cepión y Lucio Casio Longino Ravila le hicieron rendir cuentas por haberse construido una casa excesivamente ostentosa para los estándares romanos.

## Política
Cicerón le menciona en Bruto:

Marco Emilio Porcina floreció casi en los mismos tiempos que Galba, aunque era algo más joven: tuvo fama de buen orador, y fue sin duda, buen escritor, según se ve por sus discursos. Es el primero entre los latinos que quiso imitar la suave armonía de los griegos, y que limó algo el estilo. Solían oírle con grande atención dos jóvenes de mucho ingenio, y casi de la misma edad, Cayo Carbón y Tiberio Graco.

No obstante, su conocimiento de las leyes e instituciones romanas era muy deficiente.
En la política Lépido parece haber pertenecido al partido aristocrático. Como cónsul se opuso a la introducción de la lex Cassia Tabellaria, propuesta por Lucio Casio Longino Ravila, y se desprende de un escrito de Prisciano que también se pronunció en contra de la lex Aemilia, una ley suntuaria que Escauro propuso durante su consulado (115 a. C.).